# Mix-Cité
Cet article possède un paronyme, voir Mixité.

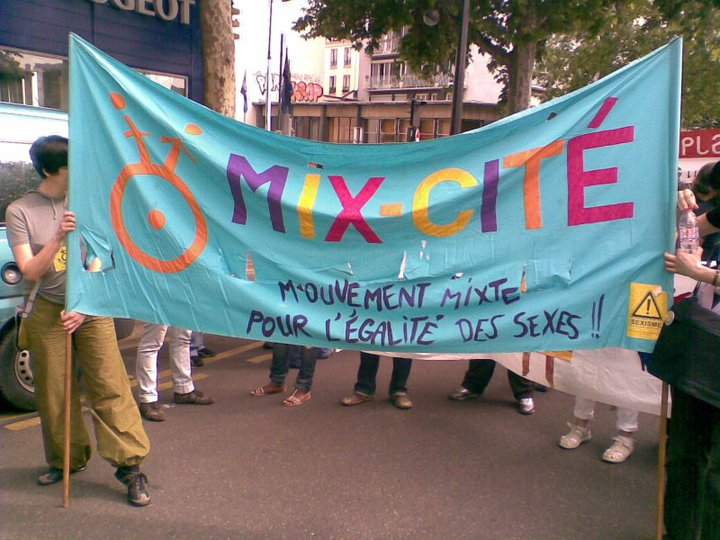
Banderole de Mix-Cité en 2010.

Mix-Cité est une association mixte française militant pour l'égalité des sexes et des sexualités, cofondée en 1997 par Clémentine Autain et Thomas Lancelot-Viannais. Elle se présente comme une « association féministe, mixte, antisexiste et universaliste de réflexion et d'action auprès du grand public, des médias et des institutions ». Très active au tournant du siècle et dans les années 2000, l'association a été dissoute le 28 septembre 2013. 

## Création

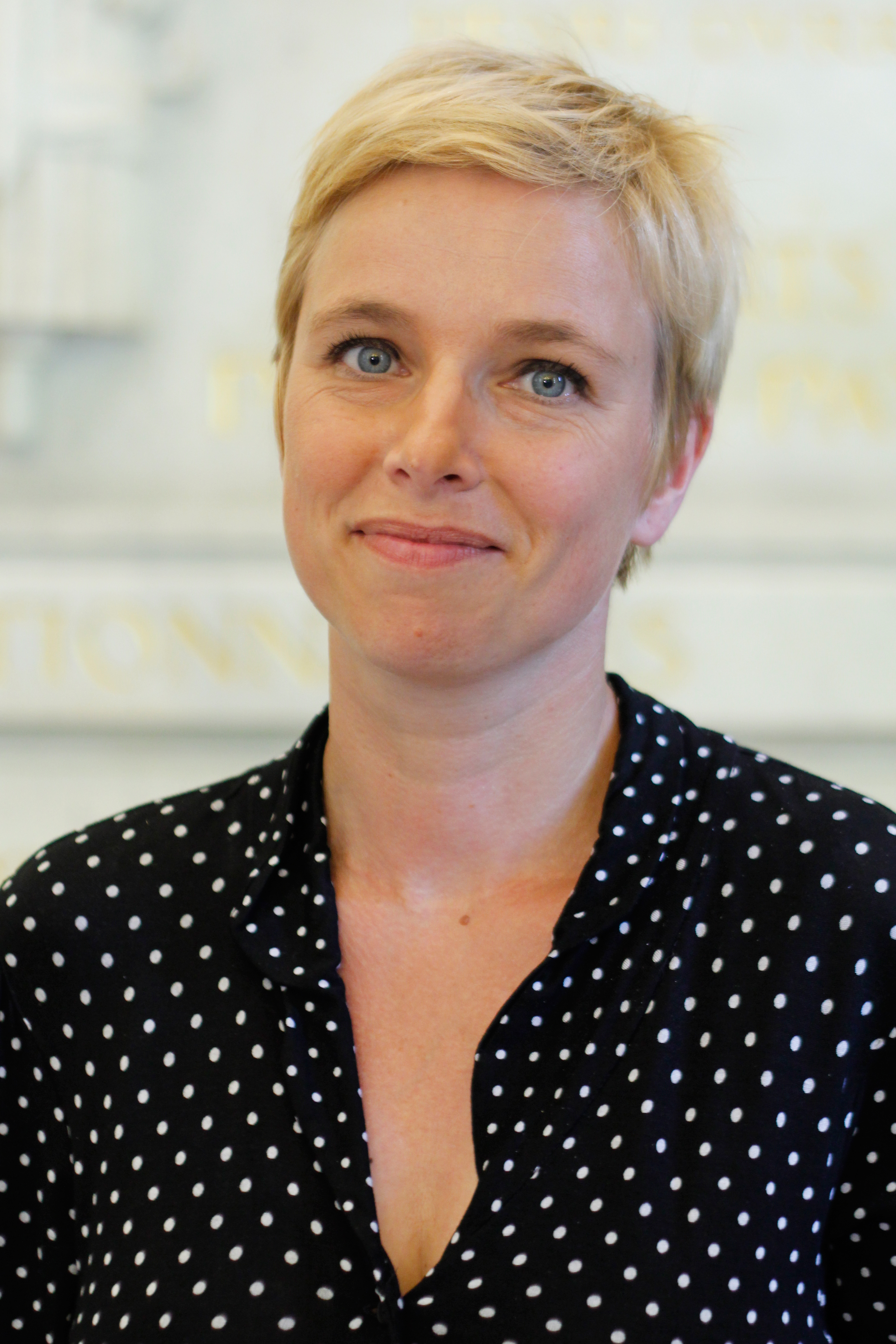
Clémentine Autain, cofondatrice de Mix-Cité avec Thomas Lancelot-Viannais.

Créée en 1997 à Paris à l’occasion des Assises nationales pour les droits des femmes, par un groupe de sept femmes et deux hommes constatant l'absence d'hommes et de jeunes aux rencontres féministes, l'association Mix-Cité se définit comme un « mouvement mixte pour l’égalité des sexes » mais rompant avec les pratiques du féminisme historique : pas de structure personnalisée, de cumul de mandats, de poste de dirigeant renouvelable, mais un double visage pour les médias. La création de Mix-Cité correspondait d’abord à une prise de conscience : il s’agissait, dans un premier temps, de se former, de s’informer et de se situer dans une filiation avec les mouvements féministes des années 1970. Clémentine Autain, à l'époque chargée de mission auprès du groupe d'études sur les discriminations fondé par Martine Aubry cofonde le mouvement avec  Thomas Lancelot-Viannais, alors maître d’internat au lycée Henri IV à Paris et préparant un DEA de philosophie du droit à l'université Panthéon-Assas,. La mixité des membres est essentielle pour ce mouvement, néanmoins la nécessité de cette mixité et les problèmes qu'elle induit font l'objet de discussions récurrentes. Cette forme d'organisation marque une rupture avec des associations comme le Mouvement de libération des femmes, non mixte. « En créant Mix-Cité, l’idée était de repenser ensemble les rapports sociaux de sexe vers plus d’égalité, de justice et de liberté ».

## Objectifs
En 2001, Thomas Lancelot-Viannais parle des objectifs de l'association dans un entretien à la revue Travail, genre et sociétés : 
« Il y a ceux qui commandent nos actions et ceux qui déterminent notre réflexion pour l’année à venir (...) Cette année, c’est tout d’abord la révision de la loi dite Veil : dépénalisation de l’avortement, allongement des délais, suppression de l’autorisation parentale pour les mineures qui décident d’avorter,  etc. Ensuite, avec les échéances municipales, c’est la revendication d’une authentique politique d’accueil de la petite enfance avec notamment la construction de crèches. Enfin, l’enjeu majeur pour une vraie égalité des sexes est la question du travail : lutter contre les temps partiels imposés, le piège du travail de nuit des femmes, prendre position sur la "refondation sociale", œuvrer pour une politique d’égalité salariale entre les sexes. Tous ces problèmes, nous les aborderons cette année. Du côté de la réflexion, nous allons articuler la revendication d’égalité des sexes avec celle des sexualités, nous interroger sur l’homophobie, sur la question des transgenres, de la bisexualité ».
Dans cette même interview, il explique aussi le choix du nom de l'association :
« On se heurtait à deux types de problèmes : la réceptivité, on ne retient pas les acronymes comme MFRC, MFJ, MMES, etc. Le second problème de fond était de savoir si on mettait le mot féministe dans le nom de l’association. La question a été très débattue avant qu’on adopte le nom Mix-Cité. Grosso modo, il y a celles et ceux qui se disent féministes avant tout parce que le mot recouvre l’histoire de la lutte pour l’émancipation des femmes. J’en fais partie. Il y a celles et ceux qui se disent avant tout antisexistes parce que le combat pour l’égalité entre les sexes concerne aussi les hommes contre les modèles sexistes imposés. Nous avons abandonné le néologisme "mixiste" qui aurait pu mettre tout le monde d’accord mais qui excluait les groupes féministes non mixtes. Or pour nous, les espaces et les lieux féminins non mixtes ont aujourd’hui encore toute leur légitimité. A la fin nous avions le choix entre Mix-Cité et Alter-Egaux. ».
Rokhaya Diallo, militante associative notamment pour la cause des femmes, s'engagea au sein de l'association Mix-Cité. Juliette Rennes et Maria Candea en ont aussi été membres.

## Implantation
Le mouvement Mix-Cité était présent à Paris et il a eu des antennes dans plusieurs villes (Toulouse, Orléans, Rennes, Nantes et Lille),. Ses composantes se réunissaient une fois par an en « Inter-Mix-Cité », afin d'échanger leurs analyses, de tirer un bilan de leurs actions et de définir des combats à mener.

## Actions

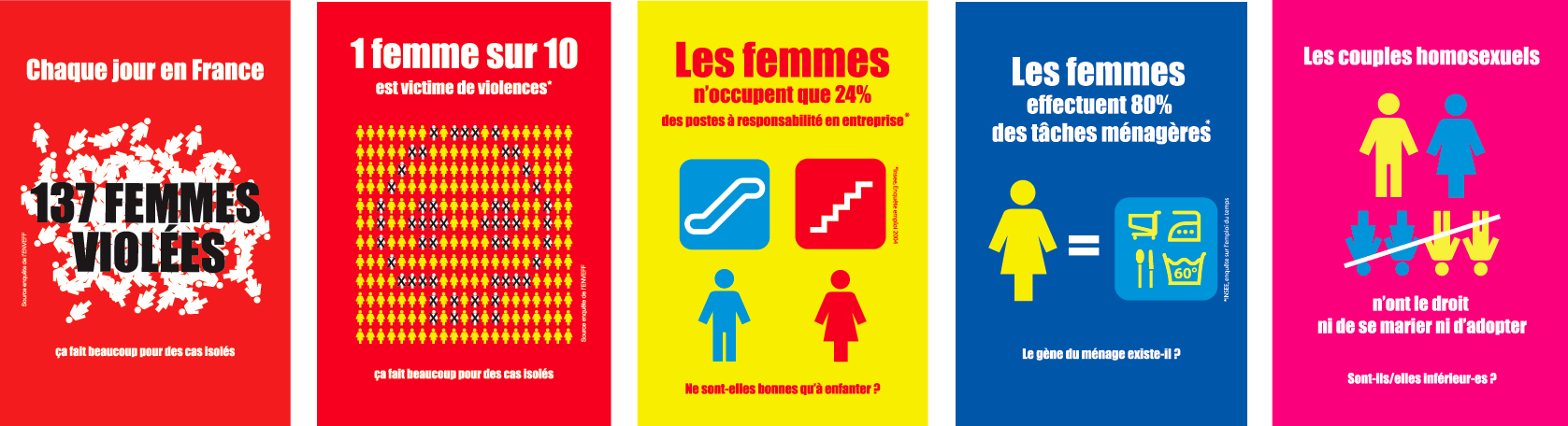
Cartes postales diffusées par Mix-Cité en 2007.

### Campagne contre l'usage de mannequins vivants
Le mouvement a été mis sous les projecteurs de l'actualité par son action contre l'usage de mannequins  vivants par les Galeries Lafayette pour présenter une collection de lingerie de Chantal Thomass ,,,,,.  Florence Montreynaud se souvient : « Le samedi 24 avril 1999 se déroule la manifestation que l'association Mix-Cité et moi avons organisé ; des dizaines d'associations se sont jointes à notre appel (...) Nous partons en cortège faire le tour du grand magasin : c'est un samedi après-midi, heure d'affluence sur les trottoirs du boulevard Haussmann, pendant que nous occupons la chaussée. Derrière une banderole confectionnée par Mix-Cité, et aussi large que le boulevard : « Plus vivant que les mannequins vivants, le mouvement féministe », marchent des centaines de femmes et quelques hommes. Au premier rang trois générations de féministes : je me trouve entre l'ancienne ministre Yvette Roudy et la jeune Clémentine Autain. Parmi les chansons et les slogans préparés par Mix-Cité, une formule remporte un vif succès : « Les patrons en caleçon ! » tandis que la pétition pour une loi antisexiste, lancée par l'association, recueille de nombreuses signatures. ». Les mannequins prévus pour rester en vitrine jusqu'au 8 mai furent retirés.

### Campagne contre les jouets sexistes

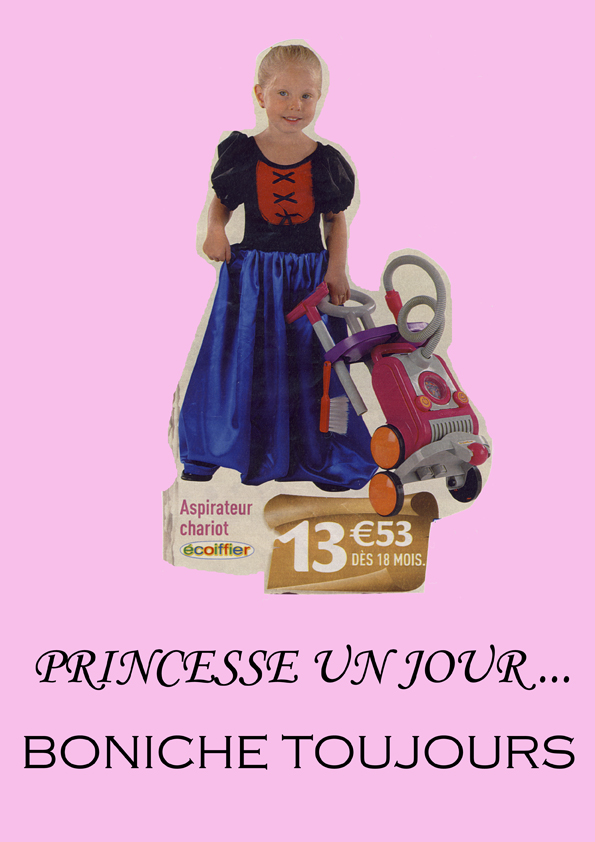
Affiche princesse un jour boniche toujours, contre le sexisme dans les jouets.

Puis est venu, particulièrement en période de Noël, la campagne contre les jouets sexistes, avec le Collectif Contre le Publisexisme et Les Panthères roses. Cette campagne s'est déroulée à partir de 2002 selon différentes modalités d'action : occupations de magasins de jouets et actions dans les rayons et auprès des clients, théâtre invisible, chansons et spectacles dans la rue devant les magasins, distribution de « contre catalogues » de jouets, débats publics et radiophoniques, interventions auprès des enfants,, Thomas Lancelot-Viannais explique : « Lorsque vous ouvrez un catalogue Carrefour ou Leclerc lors des fêtes, il y a, d’un côté, les pages bleues pour les garçons, et de l’autre, les pages roses pour les filles, avec des produits bien spécifiques et distincts pour chacun des deux groupes. On retrouve cette même ségrégation dans les rayons des grandes enseignes spécialisées, telles que JouéClub ».

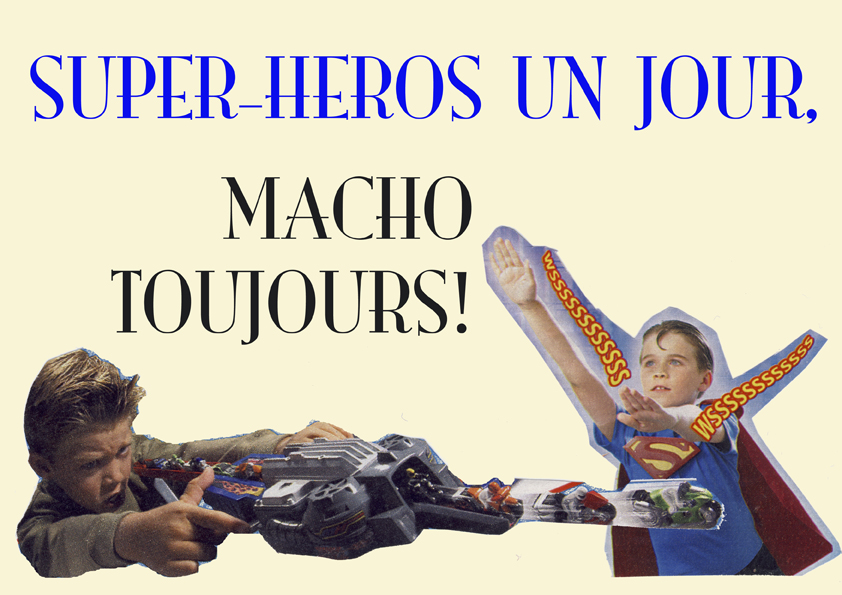
Affiche de Mix-Cité super-héros un jour macho toujours, contre le sexisme dans les jouets.

En 2009, Mix-Cité a organisé une campagne de lettres pour saisir la HALDE, lui demandant de déconseiller l'affichage sexiste des jouets dans les rayons des grands magasins et de promouvoir l'affichage par tranches d'âge
,.

### Interventions dans les écoles
En 2003 Mix-Cité s'interroge sur l'éducation au sujet de la sexualité à l'école : « À Mix-Cité, nous revendiquons l'application de la loi du 4 juillet 2001, la création d'un numéro vert d'information sur l'IVG et la contraception, la poursuite des informations annuelles sur les sexualités et la contraception, un enseignement obligatoire à la sexualité et à la diversité sexuelle de l'école primaire au lycée, et la création d'au moins un poste d'infirmier(ère) dans chaque établissement scolaire ».

### Campagne contre le viol
Alors que près de 75 000 femmes sont violées chaque année en France, trois associations,  le Collectif féministe contre le viol, Mix-Cité et Osez le féminisme !, engagent, en novembre 2010, la campagne  La honte doit changer de camp ! . Les hommes et les femmes sont invités à signer un manifeste contre le viol. Pour Samira Ouardi, porte-parole de Mix-Cité, ce manifeste a pour objectif de « donner la parole à celles qui d’ordinaire ne la prennent pas ». Béatrice Gamba, elle aussi membre de Mix-Cité, indique : « Cela peut arriver à n’importe quelle femme. A son travail, dans son immeuble, chez elle… Cela concerne tous les âges, toutes les classes sociales, toutes les cultures ». L'image de la campagne montre une image choquante, une femme avec une main sur sa bouche et l'autre sur son entrejambe. Béatrice Gamba commente cette affiche : « Le viol, c’est ça. On ne peut pas adoucir cette réalité. Notre message, c’est ça suffit ! Le corps des femmes n’est pas en libre service. Leur désir doit être respecté au même titre que celui des hommes. C’est primordial ». 

### Divers
Mix-Cité a participé aussi à différentes manifestations comme la Journée internationale pour l'élimination de la violence à l'égard des femmes, la Journée internationale des droits de la femme, la journée internationale des travailleuses et des travailleurs, la Journée mondiale de lutte contre l'homophobie, et aux marches des fiertés LGBT. Il a pris une part active au mouvement qui a abouti à la loi sur le PACS en 1999.
En 2004, Mix-Cité porte un regard critique sur l'émission de télé-réalité de M6 Les Colocataires. Thomas Lancelot-Viannais constate que le papier peint de la chambre des filles est rose et celui de la chambre des garçons est bleu. Les portraits des candidats véhiculent les stéréotypes sexistes : « Les femmes sont vénales et les garçons ne pensent qu’à ça ».
Sur le sujet de la prostitution, l'association Mix-Cité considère qu'« une des tâches des féministes, c’est de faire de la prostitution une question politique. Elle n’est pas plus une fatalité, pas plus naturelle, que n’importe quel autre fait social », adoptant ainsi le positionnement de la sociologue Marie-Victoire Louis, résolument abolitionniste.

## Mix-Cité Rennes
En, 2012, l'association Mix-Cité Rennes a manifesté pour dénoncer l'abrogation de la loi sur le harcèlement sexuel par le Conseil constitutionnel, y voyant « une régression des droits des femmes ». À l'appel de l'association, les manifestants se sont réunis devant le tribunal de grande instance, devant une banderole : « On ne naît pas féministe, on le devient ». Ils se sont ensuite rendus à l'hôtel de police pour déposer une plainte contre le Conseil constitutionnel.

## Évolution des statuts: «la mixité désenchantée»
Les statuts de 1997 prévoyaient une présidence partagée par une femme et un homme, les postes de trésoriers et de secrétaires étant indifféremment attribués à des femmes ou à des hommes. Résultat : deux secrétaires hommes et deux trésorières... En 1999, l'élection du bureau entraîne une surreprésentation des hommes par rapport à leur importance numérique au sein de  l'ensemble des adhérents. Les statuts sont modifiés et le bureau devient un collège composé de trois femmes et de deux hommes, soit la proportion d'hommes et de femmes adhérant à l'association. En 2002, nouveaux statuts renforçant la place centrale des femmes : la présidence est réservée à une femme, et le collège, composé de cinq membres, doit comporter au moins une femme et un homme. Résultat : désengagement des hommes, de moins en moins nombreux à faire partie du collège et du conseil d'administration. À partir de 2007, aucun homme n'est membre du collège et il n'y a plus qu'un seul homme au CA. Pour Alban Jacquemart, auteur d’une thèse de sociologie soutenue à l’EHESS en 2011 sur l’engagement d’hommes dans des associations féministes depuis 1870, « l’exemple de Mix-Cité Paris rappelle que le militantisme féministe entre femmes et hommes implique un travail permanent de réajustement afin d’éviter, au maximum, la  reproduction des rapports de pouvoir entre hommes et femmes. Il paraît cependant difficile, malgré des garanties statutaires et la vigilance des militantes, d’y échapper totalement. ».

## Dissolution
L'association a été dissoute le 28 septembre 2013, victime, entre autres choses, du manque de moyens financiers et de l'évolution du militantisme. Cependant, des associations de province gardent le nom de Mix-Cité et sont toujours actives comme à Orléans, ou à Rennes .

## Publication
- Contre les jouets sexistes, collectif, Éditions l'Échappée, 2008, 158 p.